# Вилијам Кент
Вилијам Кент (енгл. William Kent; око 1685 – 12. април 1748), рођен је у Бридлингтону (Bridlington, Yorkshire), био је еминентни енглески архитекта, пејзажни архитекта и дизајнер намештаја прве половине XVIII века.

## Образовање
Кент је каријеру почео као учитељ сликања и фирмописац, кога је послодавац подстицао да проучава уметност, дизајн и архитектуру. Група јоркширке господе послала је Кента да студира у Риму, и он је 22. јула 1709. запловио из Луке Дил (Deal, Kent), и стигао у Ливорно 15. октобра. Од 18. новембра био је у Фиренци и тамо остао до априла 1710. када коначно креће на пут за Рим. Године 1713. је добио медаљу за друго место у другој класи на годишњем такмичењу за сликарство које организује Академија Светог Луке (Accademia di San Luca) за рад "Чудо Светог Андреје авелинског". Тамо такође среће неколико важних личности, пре свега Томаса Коука (Thomas Coke), касније првог грофа од Лестера, са којим је обишао Северну Италију у лето 1714 (путовање после кога је почео да цени архитектонски стил палата у Вићенци Андреа Паладија). Наводно, слика неке слике за Кардинала Пјетра Отобонија у Риму, мада о томе нема преосталих трагова. Током свог боравка у Риму, осликао је таваницу цркве Сан Ђулиано деи Фиамињи апотеозом Светог Ђулијана. Најзначајнији сусрет био је са Ричардом Бојлом трећим грофом од Бурлингтона. Кент је напустио Рим последњи пут у јесен 1719, када среће лорда Бурлингтона на кратко у Ђенови, путујући за Париз, где му се Бурлингтон придружује на повратку у Енглеску пре краја године. Као сликар, подстакао је Сир Џејмса Торнхила да декорише у новом стилу просторије палате Кенсингтон у Лондону; за Бурлингтона, декорише Чизвик хаус и Бурлингтон хаус.

## Архитектонска дела
Кент је почео са архитектонским пословима релативно касно, после 1730. године. На том пољу памти се као архитекта Паладијског стила у Енглеској. Овај стил је током XVIII и XIX века био популаран у Европи, а инспирисан је делима италијанског ренесансног архитекте Андреје Паладија (1508-1580), а супротстављен је разузданом барокном стилу. Карактерише га ослањање на античке елементе уз модерне иновације и монументалност. Бурлингтон му је дао задатак да обнови стил Иниго Џонса (1573—1652) првог значајног британског архитекте који је увео италијанску ренесансну архитектуру у Британију. Кент по сопственом и Бурлингтоновом укусу ствара Паладијско/Џонсонов стил 1727. године. Његов углед расте код краљевског архитектонског естаблишмента, и Кент примењују овај стил на неколико јавних зграда у Лондону, за које Бурлингтон обезбеђује покровитељство уз провизију: Краљевске штале (Royal Mews) код Черинг Кроса (1731—33, срушена 1830), Зграда трезора у Вајтхолу (1733—37), Зграда Коњичке гарде у Вајтхолу, (дизајнирана непосредно пред Кентову смрт и изграђена 1750-1759). Ови Нео-антички објекти били су инспирисани више архитектуром Рафаела и Ђулија Романа него Паладијевом.
Од грађевина у пределу, главне наруџбине Кенту су за дизајн ентеријера Хоухтон хола (Houghton Hall) (око 1725-35), који је непосредно пре тога саградио Колен Кембел (Colen Campbell) за сер Роберта Валпола. У Холкам холу (Holkham Hall) најкомплетнијем отелотворењу Паладијских идеја које се данас могу наћи; сарађивао је са Томасом Коуком, другим "грофом архитектуре", а помоћник му је био Метју Бретингам (Matthew Brettingham), који ће сопственом архитектуром пренети Паладијске идеје следећој генерацији. Значајни су и театрално барокно степениште и изложбени простори на Беркли Скверу (Berkeley Square) 44 у Лондону. У Бадминтон хаусу (Badminton House) и у Иустон холу (Euston Hall) подигнути су Кентови куполасти павилиони.
Кент је могао да понуди и саосећајни готски дизајн, без озбиљних античких тенденција у основи, радећи на готским параванима у Вестминстер холу и катедрали у Глостеру.

## Пејзажни архитекта
Као пројектант пејзажа, Кент је био један од твораца енглеског пејзажног врта, револуционарног стила "природне" хортикултуре у уређивању вртова и имања. Његови пројекти су били: Чизвик хаус (Chiswick House), Стоу (Stowe, Buckinghamshire), од око 1730. па надаље, нацрти за врт виле Александра Поупа у Твикенаму (Twickenham), за краљицу Каролину (Wilhelmina Charlotte Caroline von Brandenburg-Ansbach) у Ричмонду и посебно у Роусам хаусу (Rousham House, Oxfordshire), где је направљен низ аркадијских елемената: храмова, каскада, грота, паладијских мостова и екседри, чиме је отварио поље за остварења већег обима Кејпбилити Брауну, припаднику следеће генерације. Мањи Кентови радови могу се наћи у Шотовер хаусу (Shotover House, Oxfordshire), укључујући и псеудоготске декоративне грађевине за привлачење погледа и куполасте павилионе. Његови скоро изгубљени вртови у Клермонту (Claremont, Surrey), недавно су обновљени. Често се каже да је прибегавао и садњи мртвог дрвећа да би створио жељену атмосферу.
Каже се да је једини Кентов крах недостатак хортикултурног знања и техничке вештине (што су људи попут Чарлса Бриџмена (Charles Bridgeman) поседовали а чији се утицај на Кента често потцењује), али је његов натуралистички стил пројектовања био главни допринос историји пејзажног дизајна. Клермонт, Стоу и Роусам су места где могу да се виде њихови заједнички напори. Стоу и Роусам су Кентова најпознатија дела. На последњем, Кент је разрадио Бриџменов дизајн имања из 1720, додајући зидове и сводове да привуку поглед гледаоца. у Стоуу, Кент је користио своја италијанска искуства, посебно за Паладијски мост. На оба места Кент је применио свој натуралистички приступ.

## Дизајн намештаја
Свечани намештај дизајнирао је да би допунио своје ентеријере: дизајнирао је намештај за палату Хемптон Коурт (1732), Бурлингтонов Чизвик хаус (1729), Холкам хол Томаса Коука, имање Роберта Валпола у Хотену (Houghton), Девоншајр хаус (Devonshire House) у Лондону. Краљевски брод који је дизајнирао за Фредерика, Принца од Велса (Frederick, Prince of Wales) може се и данас видети у Националном Поморском музеју у Гринвичу (National Maritime Museum, Greenwich).
У старости, Кентова слава и популарност су били толико велики да је добијао да дизајнира све ствари, чак и дамске рођенданске хаљине, о којима није знао ништа и које је украшавао са пет класичних стилова архитектуре. Ови и други апсурди инспирисали су Вилијама Хогарта (William Hogarth) да, у октобру 1725, направи сатиричну гравиру „Бурлеска о Кентовој олтарској слици Светог Климента Данца“ (А Burlesque on Kent's Altarpiece at St. Clement Danes) исмевајући Кентов рад за ту цркву који је одбијен због лошег извођења и препознавања неких познатих личности у ликовима анђела.
Вилијам Кент познат је и као конструктор првих дечјих колица. Дизајнирао их је 1733. за децу 3. војводе од Девонсхиреа. У основи је то била дечја верзија коњске запреге. Изум је постао популаран код породица више класе. Дете је седело у корпи у облику шкољке постављене на рам са точковима. Кочија за бебе била је доста нижа и мања од обичне кочије, што је омогућавало да је вуче коза, пас или пони, а имала је опружно вешање ради веће удобност.

## Валполов омаж
Према Хорасу Валполу, Кент "је био сликар, архитекта, и отац модерног вртларства. У првој улози био је испод просечности, у другој, био рестауратор од науке, а у последњој, оригинални проналазач једне уметности која остварује сликарство и побољшава природу. Мухамед је замислио рај, Кент је створио многе."

## Списак радова
- Wanstead House, унутрашња декорација (1721–24.)
- Burlington House, Лондон, унутрашња декорација (око 1727)
- Chiswick House, Лондон, ентеријер и намештај (око 1726-29.)
- Houghton Hall, ентеријер и намештај (око 1726-31) и штала (око 1733-5.)
- Ditchley, Oxfordshire, ентеријер (око 1726)
- Sherborne House, Gloucestershire, дизајн намештаја (1728)
- Stowe House, ентеријер и вртне зграде (око 1730. до 1748)
- Вила Александра Поупа, дизајн вртних зграда (око 1730) уништено
- Richmond Gardens, вртне зграде 1730-35, уништено
- Stanwick Park (приписано), реновирање и ентеријер (око 1730-40.)
- Raynham Hall, ентеријер и намештај (око 1731)
- Kew House, (1731-5) уништено 1802
- Esher Place, крило (око 1733) уништено
- Shotover House, обелиск, октогонални и готски храм (1733)
- Holkham Hall, са Бурлингтоном и Коуком (1734-65.)
- Devonshire House укључујући намештај (1734—5.), уништено 1924-5.
- Easton Neston, дизајнирани камини (1735)
- Aske Hall (приписано), готски храм (1735)
- Claremont Garden, вртне зграде, (1738), опстао је само куполасти храм на острву језера
- Rousham House, додато крило, врт и вртне зграде (1738–41.)
- Badminton House, ремоделирање северног прилаза и Worcester Lodge, (око 1740)
- 22 Arlington Street, London, (1741–50.), завршио после Кентове смрти Рајт (Stephen Wright)
- 44 Berkeley Square, Лондон (1742—4.)
- 16 St. James Place, Лондон (око 1740-5.) уништено 1899-1900
- Oatlands Palace, вртне зграде (око 1745), уништено
- Euston Hall, Suffolk (1746)
- Wakefield Lodge, Northamptonshire (око 1748-50.)

- Венерин храм, Стоу.
- Храм заслужних Британаца, Стоу.
- Храм древне врлине, Стоу.
- Холкам хол, северни прилаз.
- Холкам хол, Мермерна сала.
- Обелиск, Холкам хол.
- Бадминтон хаус.
- Чизвик хаус, Галерија.
- Чизвик хаус, купола салона.
- Чизвик хаус, салон.
- Чизвик хаус, спаваћа соба.
- Чизвик хаус, сто.
- Чизвик хаус, таваница собе плавог сомота.
- Чизвик хаус, врт.
- Чизвик хаус, врт.
- Чизвик хаус, храм.
- Чизвик хаус, врт.
- Роусам хаус, каскада.
- Хоухтон хол, двориште штала.
- Шотовер хаус, храм.
- Иустон хол, храм.
- Девоншајр хаус, Лондон

### Јавне зграде и краљевске поруџбине
- Chiesa di San Giuliano dei Fiamminghi, сликање таванице (око 1717)
- York Minster, мермерни плочник (1731—5.)
- Royal Mews, (1731–33.) уништено 1830
- Royal State Barge, (1732)
- Hampton Court Palace, капија у дворишту са сатом и собе за грофа од Кумберланда (1732)
- Kensington Palace, ентеријер, укључујући собу са куполом и неколико мурала и сликаних таваница (1733—5.)
- Бивша зграда трезора, Whitehall, (1733-7.)
- St. James Palace, библиотека (1736—7.), уништено
- Westminster Hall, готски паравани (1738–39.), уништени око 1825.
- York Minster, готска проповедаоница и намештај хорског простора (1741), уклоњено
- Gloucester Cathedral, готски хорски параван (1741), уклоњено 1820.
- Коњичка гарда, (1750-9.)

- Сликана таваница у цркви Сан Ђулиана деи Фиамињи, Рим, Апотеоза Светог Ђулијана (1717).
- Ројал Миус (краљевске штале).
- Коњичка гарда.
- Коњичка гарда.
- Коњичка гарда.
- Коњичка гарда, план.
- Парада коњичке гарде; Кентов трезор камена зграда иза зграде коњичке гарде.
- Бивша зграда трезора, лево.
- Hampton Court, капија (десно) у дворишту са сатом.
- Палата Кенсингтон, соба са куполом.
- Палата Кенсингтон, соба са куполом.
- Палата Кенсингтон, осликана таваница собе за аудијенцију.
- Палата Кенсингтон, мурал и таваница великог степеништа.
- Вестминстер хол, са Кентовим параванима.
- Манастирска црква Јорк, Кентов црно-бели мермерни под.

### Црквени меморијали
- Chester Cathedral, за Џона и Томаса John & Thomas Вајнрајта
- Henry VII Lady Chapel, за Џорџа Монка, првог грофа од Албермала (1730)
- Манастирска црква Јорк, за Томаса Вотсона Вентњорда (1731)
- Westminster Abbey за Исака Њутна(1731)
- Црква Kirkthorpe, за Томаса и Катарину Стрингер (1731—2.)
- Капела у Blenheim Palace, за Џона Черчила првог војводу од Молбороа(1733)
- Westminster Abbey, за Џејмса Станхопа, првог војводу од Станхопа (1733)
- Westminster Abbey, за Вилијама Шекспира (1740)
- Ashby-de-la-Zouch, за Теофилуса Хестингса, деветог војводу од Хантингдона (1746)

- Капела у Палати Бленхајм, гробница Молбороа (десно).
- Меморијал Исака Њутна у Вестминстерској опатији.
- Поетски угао у Вестминстерској опатији, са Шекспировим меморијалом.